# Rey en consejo

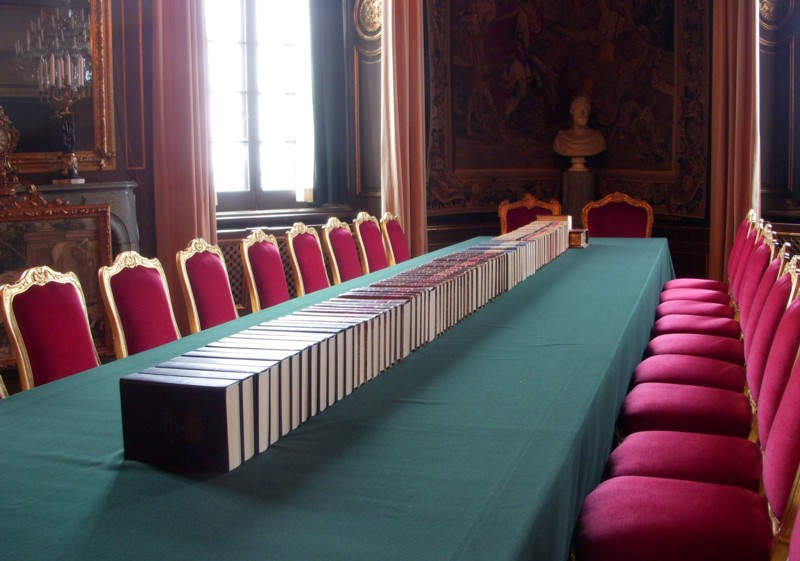
La Sala del Consejo (sueco: Konseljsalen) en el Palacio de Estocolmo en Suecia, 2011. Antes de 1975, el monarca solía presidir las reuniones del Consejo de Estado.

El Rey en Consejo o la Reina en Consejo, dependiendo del sexo del monarca reinante, es un término constitucional en varios Estados. En un sentido general, significaría que el monarca ejerce la autoridad ejecutiva, normalmente en forma de aprobación de órdenes, en presencia del consejo ejecutivo del país.

## Usos

### Noruega
En Noruega, el «Rey en Consejo» (en noruego: Kongen i statsråd) se refiere a las reuniones del Rey y el Consejo de Estado (el Gabinete), donde se toman asuntos de importancia y decisiones importantes. El Consejo se reúne en el Palacio Real y estas reuniones se celebran normalmente todos los viernes. Lo preside el rey o, si está enfermo o en el extranjero, el príncipe heredero. En la Constitución de Noruega, cuando la formulación es Rey en Consejo (Kongen i Statsråd) se refiere al Gobierno formal de Noruega. Cuando la formulación es simplemente Rey, el ministerio designado al que se refiere la ley puede actuar por sí solo con plena autoridad de la materia asignada en la ley concreta.

### Suecia
En Suecia, el «Rey en Consejo» (en sueco: Konungen i Statsrådet), más comúnmente conocido como Majestad Real, (en sueco: Kunglig Majestät o las formas abreviadas Kungl.Maj o K.M:t) fue un concepto de importancia constitucional en Suecia hasta 1974.
Majestad Real era el término comúnmente utilizado para referirse a la autoridad ejecutiva suprema según el Instrumento de Gobierno de 1809, en el que el rey tomaba todas las decisiones de Estado en presencia de los ministros de su gabinete. El Instrumento de Gobierno de 1974 apartó al monarca de todo ejercicio de poderes políticos formales, que pasaron al recién creado Gobierno (en sueco: Regeringen), presidido y dirigido en todos sus aspectos por el primer ministro.

### Reinos de la Mancomunidad
El Rey en Consejo es el término técnico del derecho constitucional para el ejercicio de la autoridad ejecutiva en un reino de la Mancomunidad, denotando al monarca que actúa por y con el consejo y consentimiento de su consejo privado (en el Reino Unido y la jurisdicción federal de Canadá) o consejo ejecutivo (en la mayoría de los otros reinos de la Commonwealth, estados australianos, y en las provincias canadienses). En aquellos reinos y dependencias en los que los poderes y funciones del rey se delegan en un gobernador general, vicegobernador o gobernador, puede utilizarse el término Gobernador General en Consejo, Vicegobernador en Consejo o Gobernador en Consejo en lugar de Rey en Consejo, respectivamente, aunque todos estos términos describen el mismo proceso técnico dentro del derecho constitucional. «El gobierno de [jurisdicción]» se utiliza habitualmente como sinónimo de cualquiera de los términos mencionados, aunque la frase puede significar más de una cosa en determinados ámbitos.
Una orden dictada por el Rey en Consejo se conoce como Orden en Consejo y tales acciones están sujetas a revisión judicial. Las Órdenes del Consejo pueden utilizarse para aplicar legislación secundaria, como los instrumentos estatutarios del Reino Unido. En la práctica, las decisiones tomadas por el Rey en Consejo son casi siempre la aprobación formal de decisiones tomadas por el gabinete, un subcomité del consejo privado o ejecutivo que incluye a los ministros superiores de la Corona y que a menudo se reúne sin la presencia del rey o de su representante local.
Los antiguos reinos y dependencias de la Mancomunidad conservan a menudo un concepto constitucional similar; por ejemplo, el Presidente en Consejo en la India o Jefe del Ejecutivo en Consejo en Hong Kong.